# Bộ Cá chình gai
Notacanthiformes là một bộ cá vây tia biển sâu, bao gồm các họ Halosauridae và Notacanthidae (cá chình gai).
Fishes of the World liệt kê nó như phân bộ Notacanthoidei của bộ Albuliformes. Tuy nhiên, các loài Notacanthiformes giống cá chình hơn các loài Albuliformes; ví dụ, các vây đuôi đã biến mất.
Cá của bộ này được tìm thấy trên các đại dương trên toàn thế giới, ở độ sâu từ 120 đến 4.900 mét (390 đến 16.100 ft). Chúng có cơ thể dài dù không bằng cá chình thực sự. Chúng thường ăn động vật di chuyển chậm hoặc gần đáy, chẳng hạn như động vật thân mềm, động vật da gai và hải quỳ. Như cá chình thực sự, chúng có ấu trùng trôi nổi trong vùng nước bề mặt trước khi trưởng thành. Bất thường, đôi khi ấu trùng có thể lớn hơn so với con trưởng thành.